# Eichelsee (Bad Staffelstein)
Eichelsee ist eine Einöde der oberfränkischen Stadt Bad Staffelstein im Landkreis Lichtenfels.

## Geografie
Eichelsee liegt etwa neun Kilometer südwestlich von Lichtenfels im Obermainland. An dem Ort führt östlich die Bundesautobahn 73 vorbei.

## Geschichte
Ein unbebautes Gütlein zu Horsdorf mit Wiesen und Acker „Im Eichelsee“ wurde 1853 erwähnt. 1935 erfolgte zur Flur Im Eichelsee die Anmerkung, dass sich dort eine Einöde mit einer Wasenmeisterei und Schäferei mit der Bezeichnung Horsdorf Haus Nr. 32 befand. 1950 gehörte Eichelsee zu den von den Gemeinden neu mitgeteilten Ansiedlungen. In diesem Jahr hatte die Einöde, die zur Gemeinde Horsdorf gehörte, zehn Einwohner und ein Wohngebäude. Die zuständige katholische Pfarrei befand sich zwei Kilometer entfernt in Staffelstein und die zuständige evangelische Pfarrei im etwa acht Kilometer entfernten Herreth. 1961 lebten in Eichelsee zehn Personen in zwei Wohngebäuden. Die Schule befand sich einen Kilometer entfernt in Horsdorf. Im Jahr 1970 hatte der Ort zehn und 1987 acht Einwohner sowie zwei Wohngebäude.
Am 1. Juli 1972 wurde der Landkreis Staffelstein aufgelöst und die Gemeinde Horsdorf in den Landkreis Lichtenfels eingegliedert. Am 1. Januar 1977 wurde die Gemeinde Horsdorf in die Stadt Staffelstein eingemeindet.
Der Ortsname geht auf die Flurbezeichnung zurück und bedeutet Ort beim See, wo Eichen wachsen.